# Elisabet Miralta i Clusellas
Elisabet «Bet» Miralta i Clusellas (Barcelona, 1964) es una artista de circo y directora de escena española, fundadora de la compañía Escarlata Circus en 1987. Fue la directora artística de la Feria de Circo Trapezi, junto con Jordi Aspa, desde 1997 hasta 2011, trabajo por el que ganó el Premio Nacional de Circo de Cataluña en 2007 y el Premio Nacional de Circo de España en 2012.

## Trayectoria
Nació en 1964 en la ciudad de Barcelona. En los años ochenta viajó hasta París, donde estudió diferentes técnicas circenses en la escuela de circo de Annie Fratellini y en la compañía Catch Palace. Está especializada en acrobacia y en el lanzamientos y manipulación de látigo. En 1986 fundó la compañía de circo calle La Manche Cachube.
Después de participar en varios proyectos de circo en París regresó a Cataluña, donde junto con Jordi Aspa fundó en 1987 la compañía Escarlata Circus, con la que han creado espectáculos circenses de calle, de sala, de carpa, tanto de pequeño como de gran formato, como: El gegant dels 7 mars, Pugilatus, Lentejas y marabú, Devoris Causa, CorroC, A Quan els crancs portin talons, La grUtesca o C.U.L. Colleció d’universos latents, que han presentado en el Festival Griego, la Feria de Tárrega, el Mercado de las Flores, en Salzburgo o Amberes. Miralta y Aspa se consideran los pioneros del nuevo circo catalán.
Desde esta compañía, y con la colaboración de las concejalías de cultura de Reus y Villanueva y Geltrú, asumieron la dirección artística de la Feria de Circo Trapezi desde 1997 al 2011. Dirigieron las primeras quince ediciones así como también seis de los espectáculos producidos por Trapezi en ese mismo período.  En 2012 formó parte de la comisión artística de la Feria de Tárrega y en 2015 dirigió el espectáculo Purpusii para esta misma feria. 
Como experta en artes circenses, en 2012 formó parte de los miembros de las comisiones de valoración de las subvenciones a proyectos artísticos de carácter profesional de formación, producción y exhibición en el ámbito del circo de la Oficina de Apoyo a la Iniciativa Cultural a propuesta del Consejo Nacional de la Cultura y de las Artes y de la Institución de las Letras Catalanas.  En 2013 fue nombrada a través del Boletín Oficial del Estado como vocal del Consejo artístico sectorial del Circo, parte del Consejo Estatal de las Artes Escénicas y de la Música del INAEM en el que después de los tres años reglamentarios en el cargo fue cesada en 2016 y en su lugar fue nombrado Tortell Poltrona.  También ha participado en el desarrollo de las medidas del Plan de Impulso del Circo (2023-2026), que lideró La Central del Circ junto con el Centro de las Artes del Circo Rogelio Rivel. Además es invitada como ponente y formadora en diferentes eventos del sector circense.

## Reconocimientos
Escarlata Circus es una de las compañías de circo catalán más emblemáticas y con amplia trayectoria. En 2007 fue galardonada, junto con Aspa, con el Premio Nacional de Circo de Cataluña, concedido por la Generalidad de Cataluña, en reconocimiento de su aportación a la dignificación y el desarrollo del circo en Cataluña, tanto en el aspecto artístico como en la repercusión pública. Recibió en 2012 el Premio Nacional de Circo del Ministerio de Cultura de España por la trayectoria de Trapezi durante la dirección artística de Escarlata Circus, distinción que reconoce cada año el trabajo de entidades y profesionales españoles del circo tanto en España como en el extranjero.
En 2013 recibió un Aplaudiment de los Premios FAD Sebastià Gasch por su espectáculo Pugilatus.